# Cerkev Marije Snežne, Velike Pece
Cerkev Marije Snežne je podružnična cerkev župnije Šentvid pri Stični, ki stoji na pobočju hriba zahodno nad vasjo Velike Pece.

## Opis
Tako kot Male Pece se tudi Velike Pece omenjajo leta 1145 in ležijo nad dolsko globeljo. Cerkev Marije Snežne, prvič omenjene leta 1642, stoji severno od vasi Velike Pece na pobočju. V 18. stoletju je bila cerkev temeljito prizidana in povečana. Nazadnje pa so večja dela potekala v prvi polovici 20. stoletja, ko je ladja dobila nov obok, pevski kor in tlak, k cerkvi pa je bila prizidana še kapela. Veliki oltar ima zidano menzo, medtem ko je nastavek lesen. V tronu stoji kip Matere Božje s krono in žezlom.